# Raïon de Minsk
Le raïon de Minsk (en biélorusse : Мінскі раён, Minski raïon ; en russe : Минский район, Minski raïon) est une subdivision de la voblast de Minsk, en Biélorussie. Son centre administratif est la ville de Minsk, qui a un statut spécial et ne fait pas partie du raïon.

## Géographie
Le raïon couvre une superficie de 1 943,61 km2, au centre de la voblast. Le raïon de Minsk est limité au nord par le raïon de Vileïka et le raïon de Lahoïsk, à l'est par le raïon de Smaliavitchy et le raïon de Tcherven, au sud par le raïon de Poukhavitchy, le raïon d'Ouzda et le raïon de Dziarjynsk, et à l'ouest par le raïon de Valojyn et le raïon de Maladetchna,

## Histoire
Le raïon de Minsk a été créé le 29 juillet 1934.

## Population

### Démographie
Les résultats des recensements de la population (*) font apparaître une croissance régulière de la population du raïon depuis 1959 :
Recensements (*) ou estimations de la population :
| 1959*   | 1970*   | 1979*   | 1989*   | 1999*   | 2009*   |
| ------- | ------- | ------- | ------- | ------- | ------- |
| 121 055 | 127 904 | 142 677 | 139 449 | 143 138 | 159 569 |

### Nationalités
Selon les résultats du recensement de 2009, la population du raïon se composait de trois nationalités principales :
- 84,6 % de Biélorusses ;
- 9,2 % de Russes ;
- 1,5 % d'Ukrainiens.

### Langues
En 2009, la langue maternelle était le biélorusse pour 56,14 % des habitants du raïon de Minsk et le russe pour 36,88 %. Le biélorusse était parlé à la maison par 16,62 % de la population et le russe par 73,27 %.